# マルコの蔵
マルコの蔵（マルコのくら）は、山形県最上郡金山町にある交流施設である。

## 概要
金山町が進める街並みづくり100年運動のシンボルとして、平成22年度〜平成24年度に掛けて整備し、2013年（平成25年）に開館した施設である。土蔵2棟と広場から構成され、土蔵2棟はこの場所にかつて住んでいた西田家より寄附されたもの。

## 施設概要
- 東蔵
  - 1F
    - 展示販売
    - カフェ

  - 2F
    - ギャラリー
- 西蔵
  - 1F
    - 展示会場

  - 2F
    - 資料室
- 交流広場

## 開館時間
- 5月〜10月
  - 9:00〜19:00
- 11月〜4月
  - 9:00〜18:30

## 休館日
- 年末年始（12月31日、1月1日）

## その他
駐車場は施設内になく、車での来館は周辺にある金山町役場駐車場か金山町中央公民館駐車場の利用を呼び掛けている。

## 周辺
- 金山町役場
- 金山町中央公民館
- 金山町立金山小学校
- 大堰公園
- 金山川
  - きごころ橋
- 蔵史館